# Rhaphiomidas acton
Rhaphiomidas acton är en tvåvingeart som beskrevs av Daniel William Coquillett 1891. Rhaphiomidas acton ingår i släktet Rhaphiomidas och familjen Mydidae.
Artens utbredningsområde är Kalifornien. Inga underarter finns listade i Catalogue of Life.